# Calonectris
Calonectris Mathews & Iredale, 1915 è un genere di uccelli marini della famiglia Procellariidae.

## Tassonomia
Il genere Calonectris comprende le seguenti specie:
- Calonectris leucomelas (Temminck, 1836) – berta striata
- Calonectris diomedea (Scopoli, 1769) – berta maggiore
- Calonectris borealis (Cory, 1881) - berta maggiore atlantica
- Calonectris edwardsii (Oustalet, 1883) – berta di Capo Verde